# Emili Boix i Selva
Emili Boix i Selva (Barcelona, 1917 - Barcelona, 1999) va ser un sociòleg català, professor i investigador, fundador de l'ICESB, fill de Josep Maria Boix i Raspall i pare d'Emili Boix i Fuster.
Va fer el batxillerat al Col·legi dels Pares Jesuïtes. A la Universitat de Barcelona es llicencià en Dret el 1940, es doctorà el 1961 amb estudis socials a Bèlgica i França i esdevindria director del departament de sociologia. El 1941 va fundar l'Academia de Ciencias Morales y Sociales, per formar els universitaris. Va ser professor de l'Escola Catòlica d'Assistents Socials de 1946 a 1971. El seu catalanisme i la seva fe el van portar a pertànyer a la Comissió Abat Oliba que va organitzar les festes per entronitzar la Mare de Déu de Montserrat el 1947. Va fundar i va ser el primer secretari general, del 1950 al 1964, de l'Institut Catòlic d'Estudis Socials de Barcelona, que va consolidar la sociologia a Catalunya amb un ideal compromès amb la justícia, la fraternitat i el progrés. També va ser cap de la Secció 1 de Sociologia del CSIC a Barcelona de 1954 a 1965.
Va estar molt interessat en l'obra de sant Agustí d'Hipona, Jacques Maritain, Frédéric Le Play, Emmanuel Mounier, Joan XXIII, Pau VI i Max Weber. Va publicar estudis sociològics sobre la immigració massiva a Catalunya des de la resta d'Espanya, l'educació familiar, el marxisme, el capitalisme, el dret marítim, les comunitats urbanes o l'impacte del turisme.